# Oulches-la-Vallée-Foulon
 Oulches-la-Vallée-Foulon  es una población y comuna francesa, en la región de Picardía, departamento de Aisne, en el distrito de Laon y cantón de Craonne.

## Demografía
| 67 | 53 | 44 | 42 | 49 | 49 |
| Para los censos de 1962 a 1999 la población legal corresponde a la población sin duplicidades (Fuente: INSEE [Consultar]) |    |    |    |    |    |